# Artabotrys hexapetalus
Artabotrys hexapetalus är en kirimojaväxtart som först beskrevs av Carl von Linné d.y., och fick sitt nu gällande namn av Bhandari. Artabotrys hexapetalus ingår i släktet Artabotrys och familjen kirimojaväxter. Inga underarter finns listade i Catalogue of Life.

## Bildgalleri

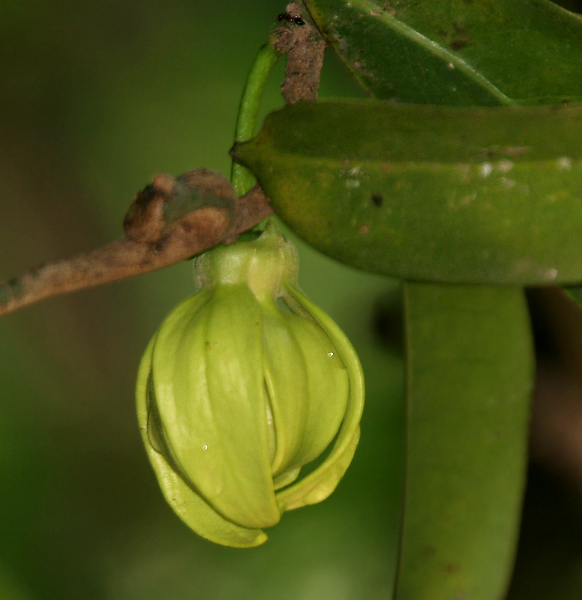
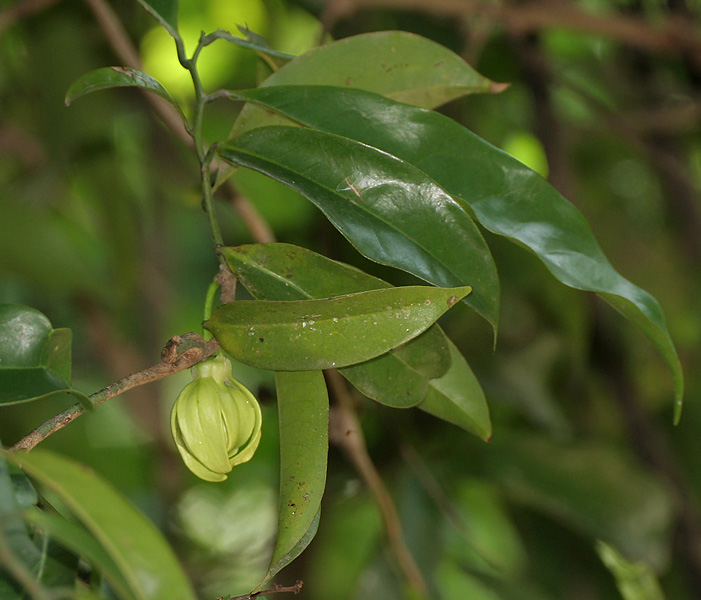
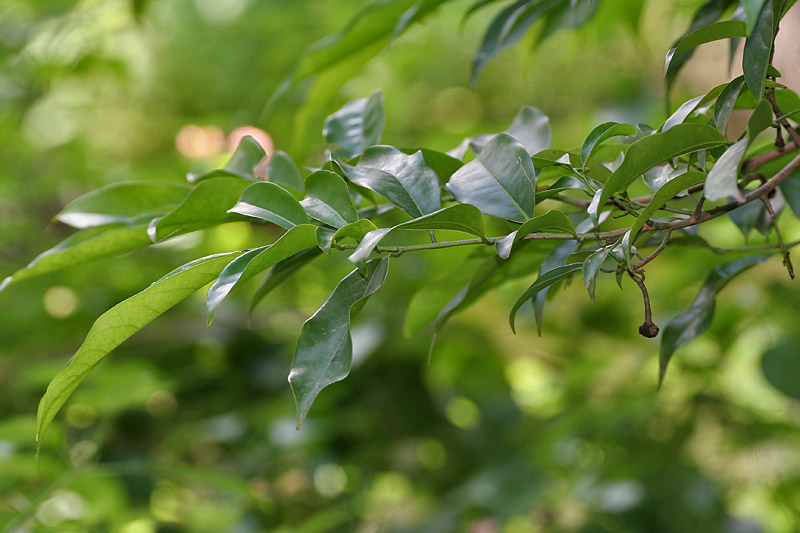
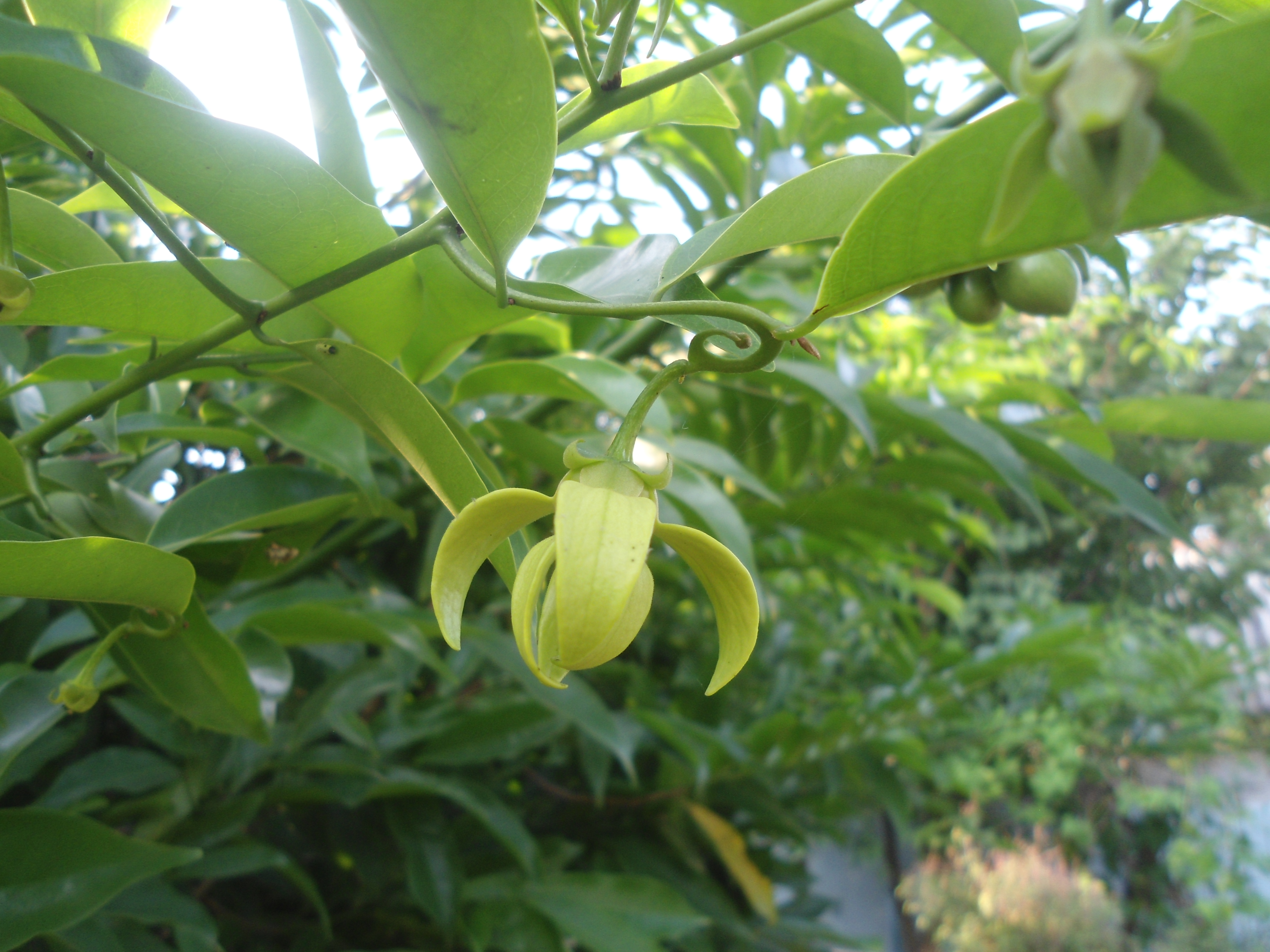
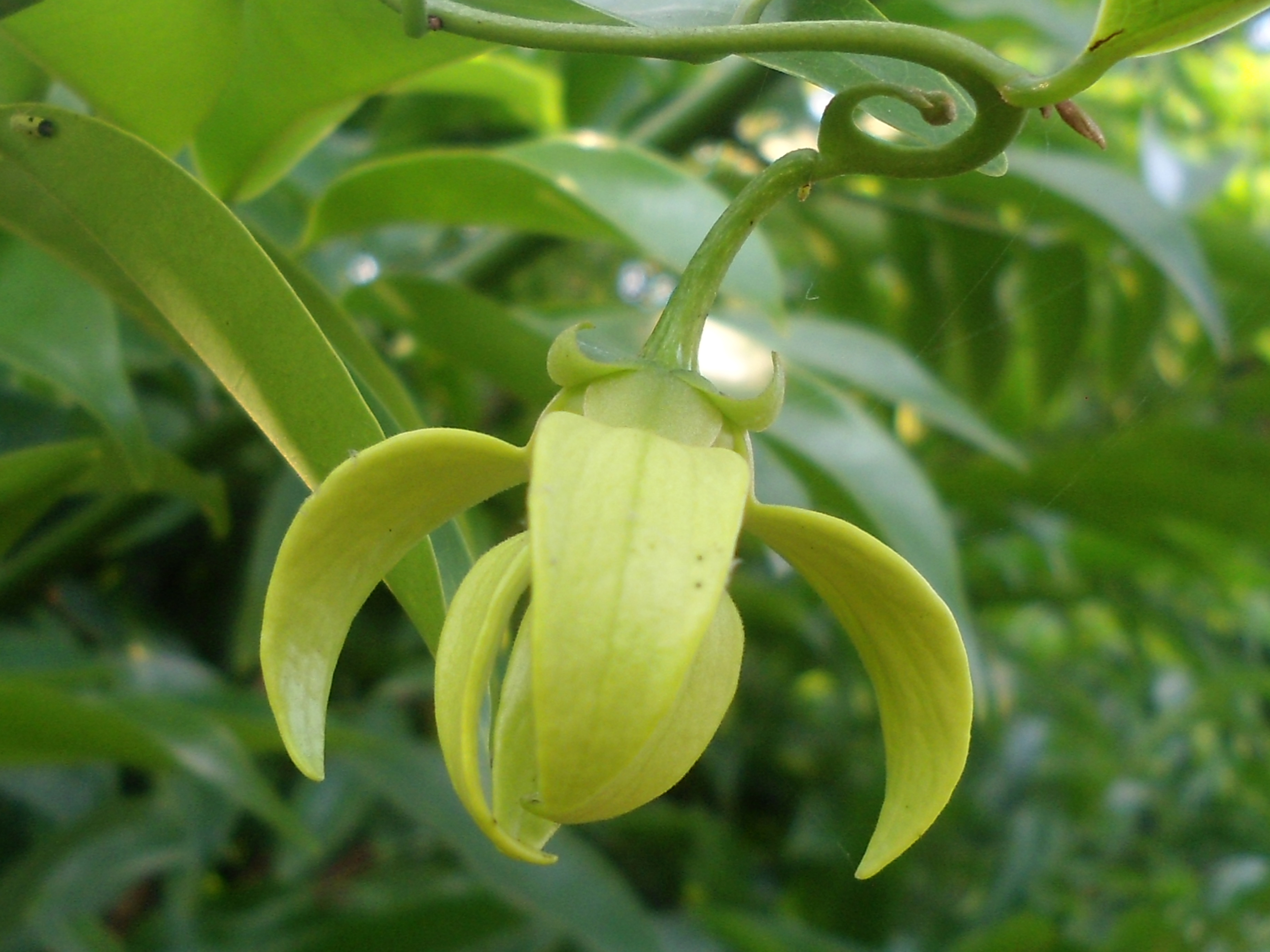
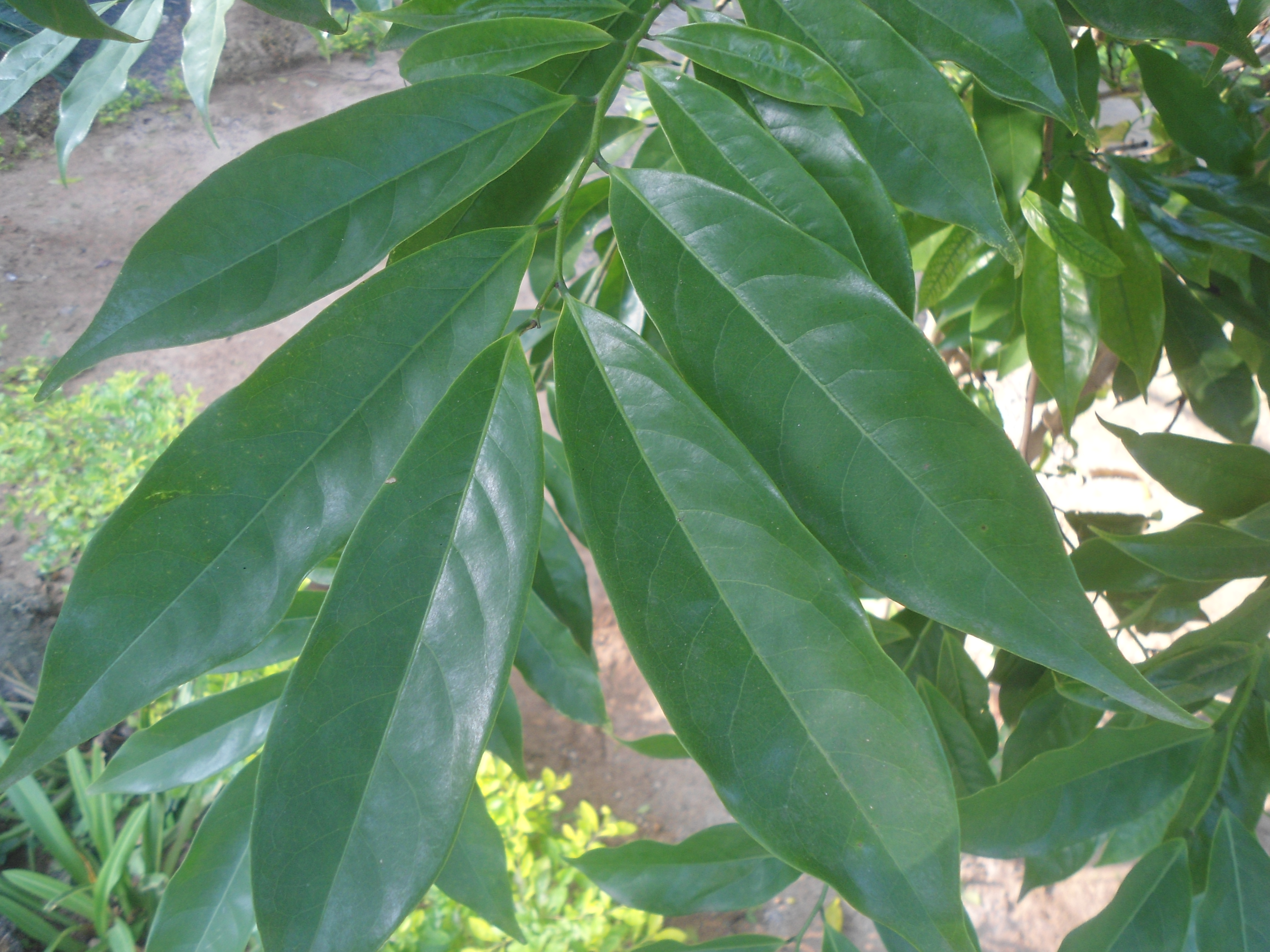